# Mario Maranzana

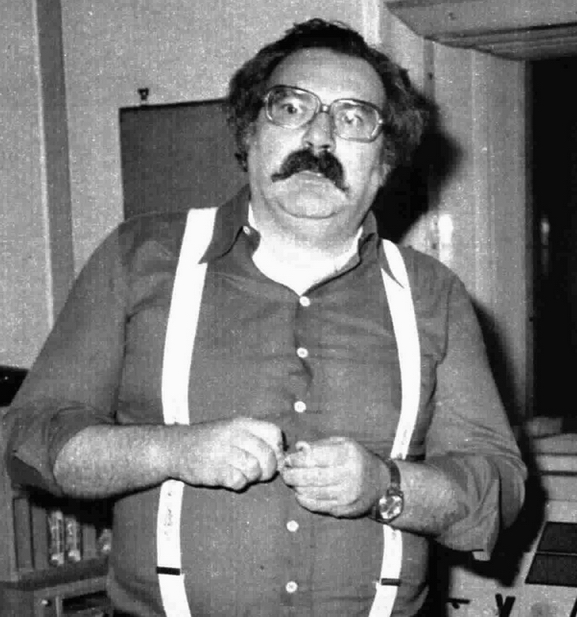
Mario Maranzana (1975)

Mario Maranzana (* 14. Juli 1930 in Triest; † 11. Januar 2012 in Rom) war ein italienischer Schauspieler.

## Leben
Maranzana gab sein Debüt auf der Theaterbühne neben Vittorio Gassman im Sophokles-Stück König Ödipus. Am Theater wirkte er unter Giorgio Strehler und unter Luchino Visconti; er blieb dem Medium zeit seines Lebens treu. Mit Beginn der 1960er Jahre war er auch im Fernsehen zu sehen; in einer langlebigen Reihe von Fernsehfilmen um Kommissar Maigret war er neun Mal als „Inspector Lucas“ besetzt. Auch beim Film spielte er gewichtige Nebenrollen; dabei waren jedoch kaum Filme von herausragender Bedeutung. Daneben war er als Synchronsprecher beschäftigt.
2006 wurde Maranzana als Cavaliere di gran croce seines Heimatlandes ausgezeichnet.

## Filmografie (Auswahl)
- 1961: Racconti dell'Italia di ieri: La paura (Fernsehfilm)
- 1964–1968: Le inchieste del commissario Maigret (Fernsehserie)
- 1965: Keinen Dollar für dein Leben (Un dollaro di fuoco)
- 1967: Stinkende Dollar (Le due facce del dollaro)
- 1968: Ciccio perdona… io no!
- 1968: Ich bin ein entflohener Kettensträfling (Vivo per la tua morte)
- 1968: I nipoti di Zorro
- 1970: Stoßtrupp Avola – Ja, wo sind denn die Kanonen (Rosolino Paternò, soldato)
- 1972: Das Geheimnis des gelben Grabes (L'etrusco uccide ancora)
- 1972: Die große Liebe der Lady Caroline (Lady Caroline Lamb)
- 1972: Hattu Keuschheitsgürtel muttu knabbern (Il Decamerone proibito)
- 1975: Die Puppe des Gangsters (La pupa del gangster)
- 1975: Die Sexmaschine (Conviene far bene l’amore)
- 1976: Apache Woman (Una donna chiamata Apache)
- 1976: Die Sünden der ganz jungen Mädchen (Scandalo in famiglia)
- 1977: Die heißen Nächte des Caligula (Le calde notti di Caligola)
- 1977: Ein schlichtes Herz (Un cuore semplice)
- 1978: Unmoralische Novizinnen (Interno di un covento)
- 1979: Das Concorde Inferno (Concorde Affaire '79)
- 1980: Country Lady (Tranquille donne di campagna)
- 1980: Die Kameliendame (La storia vera della signora delle camelie)
- 1980: Tag der Kobra (Il giorno del cobra)
- 2009: L'uomo nero